# 组织胞浆菌属
组织胞浆菌属（学名：Histoplasma）是一属致病真菌。如組織胞漿菌可導致人、狗和貓的組織胞漿菌病。這種真菌在美洲、印度和東南亞最為普遍，流行於美國的某些地區。感染通常是由於吸入受污染的空氣。

## 下属物种
本属为典型的双相型真菌，重要的致病菌有荚膜组织胞浆菌及假皮疽组织胞浆菌。
- 荚膜组织胞浆菌(Histoplasma capsulatum)
- 假皮疽组织胞浆菌(Histoplasma farciminosus)